# México en la Copa Mundial de Fútbol Juvenil de 1977
La selección de México fue uno de los 16 equipos participantes en la Copa Mundial de Fútbol Juvenil de 1977, torneo que se llevó a cabo entre el 27 de junio y 10 de julio de 1977 en Túnez.
En el sorteo, quedó emparejado en el Grupo 1 junto con España, Francia y Túnez. Correspondió a la primera participación de México en la Copa Mundial sub-20.

## Lista de convocados
Los futbolistas que jugaron el Torneo Sub-20 de la Concacaf 1976 que quedaron fuera del Mundial fueron Hugo Sánchez, Enrique González, Raymundo Gómez y Ricardo Pérez.
| N.º | Nombre                | Posición      | Edad    | Club                       |
| --- | --------------------- | ------------- | ------- | -------------------------- |
| 1   | Marco Paredes         | Portero       | 20 años | Jalisco                    |
| 12  | Eulogio Mena          | Portero       | 19 años | Atlas                      |
| 3   | Sergio Rubio          | Defensa       | 20 años | Cruz Azul                  |
| 4   | Leonardo Álvarez      | Defensa       | 21 años | Monterrey                  |
| 5   | José Flores           | Defensa       | 19 años | León                       |
| 6   | Humberto Lucano       | Defensa       | 18 años | Jalisco                    |
| 13  | Eduardo Rergis        | Defensa       | 21 años | América                    |
| 7   | Guillermo Cosío       | Mediocampista | 18 años | Zacatepec                  |
| 8   | Hugo Rodríguez        | Mediocampista | 18 años | Laguna                     |
| 14  | Carlos García         | Mediocampista | 23 años | Monterrey                  |
| 15  | Enrique López Zarza   | Mediocampista | 19 años | Universidad Nacional       |
| 16  | Jorge Dávalos         | Mediocampista | 20 años | Universidad de Guadalajara |
| 18  | Luis Plascencia       | Mediocampista | 20 años | Universidad de Guadalajara |
| 2   | Francisco Javier Mora | Delantero     | 19 años | Cruz Azul                  |
| 9   | Eduardo Moses         | Delantero     | 19 años | Monterrey                  |
| 10  | Fernando Garduño      | Delantero     | 19 años | Irapuato                   |
| 11  | Jacinto Ambriz        | Delantero     | 18 años | Atlético Español           |
| 17  | Agustín Manzo         | Delantero     | 18 años | América                    |

## Resultados

### Grupo 1
| Selección | Pts. | PJ | PG | PE | PP | GF | GC | Dif. |
| --------- | ---- | -- | -- | -- | -- | -- | -- | ---- |
| México    | 4    | 3  | 1  | 2  | 0  | 8  | 2  | 6    |
| España    | 3    | 3  | 1  | 1  | 1  | 3  | 3  | 0    |
| Francia   | 3    | 3  | 1  | 1  | 1  | 3  | 3  | 0    |
| Túnez     | 2    | 3  | 1  | 0  | 2  | 1  | 7  | −6   |

| 27 de junio de 1977 | México                                                  | 6:0 (0:0) | Túnez | Estadio Olímpico El Menzah, Radès                                |                                                                  |
|                     | Manzo 46', 47' · Plascencia 48', 69', 72' · Garduño 56' | Reporte   |       | Asistencia: 45,100 espectadores Árbitro(s): Farouk Bouzo (Siria) | Asistencia: 45,100 espectadores Árbitro(s): Farouk Bouzo (Siria) |

| 30 de junio de 1977 | España      | 1:1 (0:0) | México        | Estadio Olímpico El Menzah, Radès                                   |                                                                     |
|                     | Escobar 46' | Reporte   | Rodríguez 73' | Asistencia: 22,000 espectadores Árbitro(s): Franz Woehrer (Austria) | Asistencia: 22,000 espectadores Árbitro(s): Franz Woehrer (Austria) |

| 3 de julio de 1977 | Francia  | 1:1 (0:0) | México    | Estadio Olímpico El Menzah, Radès                                        |                                                                          |
|                    | Wiss 64' | Reporte   | Moses 70' | Asistencia: 32,000 espectadores Árbitro(s): Gianfranco Menegali (Italia) | Asistencia: 32,000 espectadores Árbitro(s): Gianfranco Menegali (Italia) |

### Semifinal
| 6 de julio de 1977 | México     | 1:1 (1:1, 0:0) (5:3 p.) | Brasil         | Estadio Olímpico El Menzah, Radès                                          |                                                                            |
|                    | Rergis 53' | Reporte                 | Jorge Luiz 59' | Asistencia: 42,000 espectadores Árbitro(s): Ángel Franco Martínez (España) | Asistencia: 42,000 espectadores Árbitro(s): Ángel Franco Martínez (España) |

### Final
| 10 de julio de 1977 | México                                                                                 | 2:2 (2:2, 0:0) (8:9 p.)    | Unión Soviética                                                                                   | Estadio Olímpico El Menzah, Radès                                    |                                                                      |
|                     | Garduño 50' · Manzo 88'                                                                | Reporte                    | Bezsónov 52', 59'                                                                                 | Asistencia: 45,230 espectadores Árbitro(s): Michel Vautrot (Francia) | Asistencia: 45,230 espectadores Árbitro(s): Michel Vautrot (Francia) |
|                     |                                                                                        | Tiros desde el punto penal |                                                                                                   |                                                                      |                                                                      |
|                     | Rubio · Cosío · García · Manzo · Mora · Rodríguez · Lucano · López · Paredes · Garduño |                            | Baltacha · Bezsónov · Bal · Ilyin · Bodrov · Sopko · Bychkov · Khidiyatullin · Kriyachko · Kaplun |                                                                      |                                                                      |

## Estadísticas

### Clasificación
| Pos. | Equipo          | Pts. | PJ | PG | PE | PP | GF | GC | Dif. | Rend. |
| ---- | --------------- | ---- | -- | -- | -- | -- | -- | -- | ---- | ----- |
| 1    | Unión Soviética | 7    | 5  | 2  | 3  | 0  | 7  | 4  | +3   | 70,0% |
| 2    | México          | 6    | 5  | 1  | 4  | 0  | 11 | 5  | +6   | 60,0% |
| 3    | Brasil          | 8    | 5  | 3  | 2  | 0  | 13 | 3  | +10  | 80,0% |

### Goleadores
| Jugador          | Anotado |
| ---------------- | ------- |
| Agustín Manzo    | 3       |
| Luis Plascencia  | 3       |
| Fernando Garduño | 2       |
| Hugo Rodríguez   | 1       |
| Eduardo Moses    | 1       |
| Eduardo Rergis   | 1       |